# Nolana aplocaryoides
Nolana aplocaryoides ist eine Pflanzenart aus der Gattung Nolana in der Familie der Nachtschattengewächse (Solanaceae).

## Beschreibung
Nolana aplocaryoides ist eine aufrecht oder niederliegend wachsende, einjährige, krautige Pflanze, nur selten wächst sie auch als Halbstrauch. Sie erreicht Wuchshöhen von 5 bis 120 cm. Die Zweige sind belaubt und klebrig-schleimig behaart. Die Laubblätter stehen in Büscheln, sind sukkulent und werden 0,3 bis 1,3 cm (selten bis 2 cm) lang und sind umgekehrt eiförmig bis linealisch-spatelförmig. Der Blattrand ist zurückgebogen bis stark zurückgebogen.
Die Blüten stehen einzeln und aufsitzend in den Achseln. Der Kelch ist 4 bis 5 mm lang, becherförmig und vergrößert sich an der Frucht. Er teilt sich in fünf Zähne, die Zähne sind ungleichförmig, aufrecht und lanzettlich und etwa halb so lang wie der gesamte Kelch. Die Krone ist weiß bis blau gefärbt, trichterförmig und wird 1,3 bis 2,7 cm lang. Die Staubblätter sind in zwei lange und drei kurze geteilt, oder aber alle Staubblätter sind unterschiedlich lang. Die Staubfäden sind an der Basis nicht verbreitert und nur selten behaart. Der Blütenboden ist kraterförmig tief gebuchtet. Der Griffel ist etwa so lang wie die Staubfäden und steht auf dem Fruchtknotenwulst. Die Narbe ist köpfchenförmig oder köpfchenförmig gelappt.
Die Frucht besteht aus fünf trockenen Teilfrüchten, wovon zwei oder selten auch mehr nur verkümmert ausgebildet werden.

## Verbreitung und Standorte
Die Art kommt in Chile von der Región de Antofagasta bis in die Región de Atacama vor. Sie wächst in küstennahen Ebenen in Höhenlagen zwischen 30 und 100 m, ist gelegentlich aber auch in Schotterflächen bis in 2100 m Höhe zu finden.